# Firmicus bipunctatus
Firmicus bipunctatus är en spindelart som beskrevs av Lodovico di Caporiacco 1941. Firmicus bipunctatus ingår i släktet Firmicus och familjen krabbspindlar.
Artens utbredningsområde är Etiopien. Inga underarter finns listade i Catalogue of Life.